# Кириллов, Иван Васильевич
 Иван Васильевич Кириллов (27 апреля 1922 года, д. Тараданово Сузунского района Новосибирской области — 13 ноября  1985 года, Москва?) — советский военачальник. Участник Великой Отечественной войны, командир 54-й мотострелковой дивизии 6-й общевойсковой армии, генерал-майор (19.06.1968).

## Начальная биография
Родился 27 апреля 1922 г. в д. Тараданово Сузунского района Новосибирской области.

## Военная служба
22 июля 1941 года призван в Красную Армию Каменским РВК Алтайского края. Свой боевой путь И. В. Кириллов начал на Западном фронте в должности командира роты ПТР третьего стрелкового батальона 1289 сп 110-й стрелковой дивизии. В конце октября 1941 г. полк был передан в оперативное подчинение 1 гв. мсд и задействован для обороны Наро-Фоминска. Здесь 6 декабря 1941 г. в боях за деревню Таширово ст. лейтенант Кириллов получил боевое крещение. 17 декабря 1289-й сп перешел в подчинение 222-й стрелковой дивизии, действовавшей севернее Наро-Фоминска. 25 декабря части дивизии вышли к Чешково, на следующий день 1289 сп занял Красную Турейку, но дальше продвинуться не сумел. В последующие дни полк, обходя минные поля, вел бои в лесу западнее Красной Турейки. В этих боях 222 сд понесла большие потери, а И. В. Кириллов 28 декабря был ранен.
7 марта 1942 г. в рамках Ржевско-Вяземской стратегической наступательной операции, явившейся финалом битвы за Москву, 110 сд начала наступление в районе Угрюмовских высот (Калужская область) с задачей захватить Игнатьево, Тулизово и перерезать дорогу Юхнов – Гжатск. После недели кровопролитных боев, в которых дивизия потеряла 275 чел. убитыми и 740 ранеными, противник был выбит из Тулизово. И. В. Кириллов получил в этих боях еще одно ранение.
Из наградного листа:

Смелость, хладнокровие и быстрая ориентировка – отличительные качества т. Кириллова в бою. 14 марта т. Кириллов смелым броском с группой красноармейцев атаковал фашистов в д. Тулизово, выбил их из блиндажей. В этом бою он был ранен, но поле боя не оставил до занятия деревни— 
За этот бой ст. лейтенант И. В. Кириллов командованием дивизии был представлен к ордену Красной Звезды, однако вышестоящее начальство посчитало награду слишком высокой. В результате приказом Военного Совета 33 А Западного фронта № 0359 от 14.08.1942 г. он был награжден медалью «За отвагу». А вскоре И. В. Кириллов вступил в ряды ВКП(б). По излечении он, теперь уже капитан, вернулся в свой полк на должность командира второго стрелкового батальона.
В начале марта 1942 г. 110-я стрелковая дивизия вела наступательные бои, освобождая Смоленскую область от врага. В этих боях ярко проявились полководческие способности нового комбата. 4 марта его батальон стремительным броском почти без потерь ворвался в д. Токарево, захватив двух пленных. В дальнейшем ходе наступления, благодаря нестандартному мышлению и умению И. В. Кириллова совершать фланговые обходы, его батальон при минимальных потерях освободил 18 населенных пунктов. Здесь следует особо отметить бой за д. Дарна, которую противник упорно оборонял, используя заранее подготовленные огневые позиции. Первая атака закончилась неудачно. Комбат, быстро разобравшись в обстановке, перегруппировал силы батальона и нанес удар с правого фланга. Не ожидавший этого противник, понеся большие потери, был вынужден оставить деревню. По результатам этих боев И. В. Кириллов приказом войскам 33 А № 0107 от 19.03.1943 г. был награжден орденом Александра Невского.
В период Орловской стратегической наступательной операции 84 гв. сд (бывшая 110 сд) в составе 11 гв. А наносила удар во фланг Орловской группировки немцев. И вновь гв. капитан Кириллов подтвердил свою репутацию смелого и умного офицера. Батальон под его командованием стремительно продвигался вперед и в течение 12-13 июля 1943 г. овладел тремя крупными опорными пунктами противника: Марьино, Бродок и Пенькзавод. Отступление гитлеровцев носило панический характер, батальоном в качестве трофеев были захвачены несколько складов, несколько автомашин и более ста велосипедов. В районе Пенькзавода И. В. Кириллов был ранен третий раз. Приказом Военного Совета 11 гв. А № 058/н от 01.08.1943 г. он был награжден орденом Красного Знамени.
23 октября 1943 г. НКО СССР издал приказ № 0433 «О формировании лыжных частей». Приказ среди прочего обязывал к 5 ноября сформировать в составе стрелковых и гвардейских стрелковых дивизий ряда фронтов по одному отдельному лыжному батальону численностью 420 человек. Лыжные батальоны должны были находиться в непосредственном подчинении командира дивизии и содержаться за счет одного стрелкового батальона каждой дивизии. Согласно приказу отдельный лыжный батальон сформировали и в составе 84 гв. сд, его командиром был назначен гв. майор И. В. Кириллов.
В декабре 1943 г. 84 гв. сд в составе 11 гв. А участвовала в операции 1 Прибалтийского фронта по ликвидации Городокского выступа. 13 декабря войска армии перешли в наступление, уже на следующий день оборона противника в полосе 84 гв. сд была прорвана.
Из наградного листа:

 Батальон тов. Кириллова, действуя на правом фланге дивизии в районе дер. Дражаки, смело и решительно ворвался на ст. Бычиха и Быки, уничтожил гарнизоны противника, создав угрозу окружения группировке немцев, оборонявшей населенные пункты Старь, Порядки и заставил противника отойти на 7-10 км.— 
Умелые действия гв. майора И. В. Кириллова в значительной мере способствовали успешному продвижению частей дивизии. В декабрьских боях лыжный батальон Кириллова своими действиями во вражеских тылах нанес большой урон противнику, освободив 10 населенных пунктов и захватив при этом склады с продовольствием, боеприпасами и много трофеев. Командование 84 гв. сд представило героя-комбата к награждению орденом Богдана Хмельницкого 3 ст., но в результате приказом войскам 11 гв. А 1 ПрибФ № 02/н от 02.01.1944 г. он был награжден вторым орденом Александра Невского.
По окончании Великой Отечественной войны продолжил службу в армии.
Приказом Главкома ГСВГ № 0129 от 19 марта 1958 г. подполковник И. В. Кириллов назначен командиром дислоцированного в Эберсвальде 81-го гвардейского мотострелкового полка 6-й гвардейской мотострелковой дивизии. С 1959 г. полковник.
Приказом Главкома Сухопутных войск № 01296 от 18 октября 1960 г. назначен командиром 83-го гвардейского мотострелкового полка (Крампниц).
После Берлинского кризиса 1961 г. на базе Управления Коменданта гарнизона Советских войск в г. Берлине в августе 1962 г. была сформирована 6 отдельная бригада охраны ГСВГ, переименованная в ноябре того же года в 6-ю отдельную мотострелковую бригаду. 
Первым командиром бригады стал полковник И. В. Кириллов с августа 1962 по февраль 1963 года.
12.1966 — 19.01.1973 командир 54-й мотострелковой дивизии 6-й общевойсковой армии Ленинградского военного округа(в районе Кандалакши, Алакуртти) полковник, с 19.06.1968 генерал-майор;
Вышел в отставку в звании генерал-майора в 1980 году.
Иван Васильевич Кириллов ушел из жизни 13 ноября 1985 года.

## Награды
- Орден Ленина (1971)[7];
- Орден Красного Знамени (1943)[8];
- двумя  орденами Александра Невского (1943[9], 1944[10]);
- Орден Отечественной войны I степени (6.4.1985)[11][12];
- Орден Красной Звезды (1954)[13][14][15]
- Медали:
  - «За отвагу»[16]
  - «За боевые заслуги»
  - «За воинскую доблесть. В ознаменование 100-летия со дня рождения Владимира Ильича Ленина» (6.4.1970)
  - «За победу над Германией в Великой Отечественной войне» (9.5.1945[17])
  - «20 лет Победы в Великой Отечественной войне 1941—1945 гг.» (7.5.1965[18])
  - «30 лет Победы в Великой Отечественной войне 1941—1945 гг.» (25.4.1975[19])
  - «40 лет Победы в Великой Отечественной войне 1941—1945 гг.» (12.4.1985[20])
  - «За взятие Кёнигсберга» (9.6.1945[21])
  - «30 лет Советской Армии и Флота» (22.2.1948[22])
  - «40 лет Вооружённых Сил СССР» (18.12.1957[23])
  - «50 лет Вооружённых Сил СССР» (26.12.1967[24])
  - «60 лет Вооружённых Сил СССР» (28.1.1978[25])
  - «Ветеран Вооружённых сил СССР»
  - «За безупречную службу» I степени
- Знак «Гвардия»
- Знак МО СССР «25 лет Победы в Великой Отечественной войне» (24 апреля 1970[1])

## Память
- Его имя увековечено в Главном Храме Вооружённых сил России, и навсегда запечатлено на мемориале «Дорога Памяти».
- На могиле установлен надгробный памятник